# Le principesse del mare
Le principesse del mare (Princesas do Mar) è un franchise di libri, riviste e fumetti creati dallo scrittore e illustratore brasiliano Fábio Yabu nel 2004.
Ad oggi sono stati pubblicati 10 libri (quattro storie normali e sei con storie rivolte al pubblico in età pre-scolare). Il cartone animato è stato prodotto nel 2008 da Neptuno Films Productions e Southern Star Entertainment.

## Trama
La serie segue le avventure di tre principesse-bambine: Ester che indossa una stella marina gialla, Polvina con un polpo rosa sulla testa e Tubarina con un copricapo a forma di squalo blu. Le tre principesse vivono nelle profondità oceaniche, un luogo circondato da palazzi e giocano con tutti gli abitanti del mare (delfini, balene, molluschi cefalopodi cetacei ecc.) quando non vanno a scuola.
Gli abitanti di questo regno (sia bambini sia adulti, tutti caratterizzati da strani copricapi a forma di conchiglie, granchi, molluschi e pesci di ogni tipo) vivono nascosti alla gente di superficie per evitare un eventuale incontro-scontro. La serie segue le loro avventure in fondo al mare, quando partono dal castello in cui vivono per esplorare l'affascinante mondo che le circonda e conoscere nuovi personaggi e nuove amiche.

## Libri

### Serie principale
- Princesas do Mar (Le principesse del Mare)
- Uma Sombra na Água (Un'Ombra nell'Acqua)
- As Cartas de Vento (Le Lettere del Vento)
- A Balada da Princesa Esquecida (La ballata della principessa perduta)

### Prescolastico
- Mistério da Escola do Mar (Mistero della Scuola del Mare)
- O Peixe Lendário (Il Pesce Leggendario)
- O Pequeno Herói (Il piccolo eroe)
- Tartarugas em Perigo (Tartarughe in pericolo)
- O Desafio dos Tubarões (La sfida degli Squali)
- O Monstro no Fundo do Mar (Il mostro in fondo al mare)

## Doppiaggio
| Personaggio     | Doppiatore                                         |
| --------------- | -------------------------------------------------- |
| Ester           | Giovanna Papandrea                                 |
| Polvina         | Benedetta Ponticelli                               |
| Tubarina        | Renata Bertolas                                    |
| Marcello        | Massimo Di Benedetto                               |
| Hugo            | Davide Garbolino                                   |
| Miss Marla      | Valeria Falcinelli                                 |
| Bia             | Camilla Gallo                                      |
| Isa             | Anna Mazza                                         |
| Tatà            | Stefania De Peppe                                  |
| Sisilo          | Gabriele Marchingiglio                             |
| Re Sharky       | Paolo Sesana                                       |
| Re Octopus      | Marcello Cortese (1° voce) Cesare Rasini (2° voce) |
| Re Starfish     | Pietro Ubaldi                                      |
| Regina Starfish | Tullia Piredda                                     |